# Sara el-Hachimi
Sara el-Hachimi (* 6. Juni 2000) ist eine marokkanische Leichtathletin, die im Sprint und Hürdenlauf an den Start geht.

## Sportliche Laufbahn
Erste internationale Erfahrungen sammelte Sara el-Hachimi 2017 bei den Juniorenafrikameisterschaften in Tlemcen, bei denen sie im 400-Meter-Hürdenlauf in 60,62 s die Goldmedaille gewann, ehe sie bei den U18-Weltmeisterschaften in Nairobi mit 60,79 s in der ersten Runde ausschied. Zwei Jahre später gewann sie bei den Juniorenafrikameisterschaften in Abidjan in 55,02 s die Silbermedaille im 400-Meter-Lauf und belegte über die Hürden in 61,62 s Rang fünf. Im August nahm sie an den Afrikaspielen in Rabat teil und schied dort mit 62,53 s im Vorlauf aus. 2021 belegte sie bei den Arabischen Meisterschaften in Radés in 12,21 s den siebten Platz im 100-Meter-Lauf und siegte in 46,95 s mit der marokkanischen 4-mal-100-Meter-Staffel. Im Jahr darauf gelangte sie bei den Mittelmeerspielen in Oran mit 56,99 s auf Rang acht und wurde mit der 4-mal-400-Meter-Staffel disqualifiziert. Anschließend gewann sie bei den Islamic Solidarity Games in Konya in 54,32 s die Bronzemedaille hinter der Bahrainerin Muna Mubarak und Farida Soliyeva aus Usbekistan. Zudem gewann sie in der 4-mal-400-Meter-Staffel in 3:35,86 min die Bronzemedaille hinter den Teams aus Bahrain und der Türkei und sicherte sich in der Mixed-Staffel in 3:20,29 min die Silbermedaille hinter dem bahrainischen Team. 2023 gewann sie bei den Arabischen Meisterschaften in Marrakesch in 23,99 s die Bronzemedaille über 200 Meter hinter der Libanesin Aziza Sbaity und Mudhawi al-Shammari aus Kuwait und über 400 Meter musste sie sich in 54,18 s nur ihrer Landsfrau Salma Lehlali geschlagen geben. Kurz darauf siegte sie mit der 4-mal-400-Meter-Staffel in 3:35,80 min bei den Panarabischen Spielen in Algier und gewann über 200 und 400 Meter in 23,89 s bzw. 53,38 s jeweils die Bronzemedaille. Im August gewann sie bei den Spielen der Frankophonie in Kinshasa in 23,22 s die Bronzemedaille über 200 Meter hinter den Ivorerinnen Jessika Gbai und Maboundou Koné und siegte in 52,62 s über 400 Meter sowie in 3:33,89 min auch in der 4-mal-400-Meter-Staffel. Im Jahr darauf schied sie bei den Afrikaspielen in Accra mit 53,37 s im Halbfinale über 400 Meter sowie mit 24,35 s auch über 200 Meter aus. Im Juni schied sie bei den Afrikameisterschaften in Douala mit 24,64 s und 53,86 s ebenfalls jeweils im Semifinale über 200 und 400 Meter aus.
2022 und wurde el-Hachimi marokkanische Meisterin 400-Meter-Lauf sowie 2018, 2023 und 2024 auch über 200 Meter.

## Persönliche Bestzeiten
- 100 Meter: 11,77 s (−1,8 m/s), 8. Mai 2022 in Salé
- 200 Meter: 23,22 s (−0,7 m/s), 4. August 2023 in Kinshasa (marokkanischer Rekord)
- 400 Meter: 52,62 s, 1. August 2023 in Kinshasa
  - 400 Meter (Halle): 55,41 s, 3. Februar 2024 in Saragossa
- 400 m Hürden: 58,99 s, 3. März 2019 in Salé